# Västerbottens Folkblad
Västerbottens Folkblad (с 18 апреля 2012 года Folkbladet Västerbotten, сокращённо VF, букв. «Народная газета Вестерботтена») — шведская газета социал-демократической направленности, издающаяся в городе Умео. Основана в 1917 году. В газете в первую очередь печатаются новости лена Вестерботтен, она выходит каждый день, за исключением воскресенья. В 2004 году её тираж составлял 15700 экземпляров, упав к 2007 году до 14000 и к 2013 году — до 9700 экземпляров.
По причине своей социал-демократической ориентации и поддержки основанной в 1921 году Левой социал-демократической партии Швеции в 1920-е годы получила от крайне консервативного журнала «Umebladet» прозвище «большевистской газеты» (Bolsjevikbladet).
В 2008 году газете была предоставлена государственная субсидия, поскольку популярность газеты в 2000-х годах начала стремительно падать, чему были даже посвящены отдельные статьи в шведской прессе.